# Leptophloeus alternans
Leptophloeus alternans – gatunek chrząszcza z rodziny Laemophloeidae. Zamieszkuje Europę.

## Taksonomia
Gatunek ten opisany został po raz pierwszy w 1846 roku przez Wilhelma Ferdinanda Erichsona pod nazwą Laemophloeus alternans.

## Morfologia
Chrząszcz o mocno wydłużonym i wyraźnie wysklepionym, owalnym w przekroju ciele długości od 1,5 do 2,5 mm. Ubarwienie ma żółtawe do brunatnego. Oskórek porastają bardzo delikatne, przylegające włoski. Duża, niemal tak szeroka jak przedtułów, gęsto punktowana głowa ma wyłupiaste oczy, lekkie, u samca lepiej niż u samicy zaznaczone wgłębienie na czole oraz krótkie i grube czułki z członami od czwartego do dziesiątego kulistymi, a trzema ostatnimi formującymi wyraźnie wyodrębnioną buławkę; szerokości członów szóstego, siódmego i ósmego są jednakowe. Niemal kwadratowe, lekko ku tyłowi zwężone, gęsto punktowane przedplecze ma wyraźne, ostre, ząbkowate kąty tylne i często poprzeczne wgłębienie przy tylnej krawędzi. U samca przód przedplecza jest mocno rozszerzony. Od dwóch do dwóch i pół raza dłuższe niż razem szerokie, z wierzchu lekko wypłaszczone pokrywy mają równoległe boki oraz dobrze zaznaczone, żeberkowato wyniesione, pozbawione mikrorzeźby międzyrzędy. U samicy odnóża wszystkich par mają stopy pięcioczłonowe, natomiast u samca stopy ostatniej pary są czteroczłonowe.

## Ekologia i występowanie
Owad rozmieszczony od nizin po tereny górskie, gdzie osiąga górną granicę lasu. Związany jest z drzewami iglastymi, głównie z sosnami i świerkami. Bytuje głównie w chodnikach kornikowatych z rodzajów rytownik i wgryzoń, zwłaszcza znajdujących się na gałęziach. Spotykany jest także pod korą, w stosach chrustu, na sągach i powierzchniach przekroi poprzecznych pni i pniaków.
Gatunek palearktyczny, znany z Wielkiej Brytanii, Francji, Belgii, Niemiec, Szwajcarii, Austrii, Włoch, Polski, Czech, Słowacji, Węgier, Białorusi, Ukrainy, Rumunii, Chorwacji, Czarnogóry i Serbii. W Polsce jest dość rzadko obserwowany.